# Ostronos atlantycki
Ostronos atlantycki, ostronos pacyficzny, rekin ostronosy, ostronos (Isurus oxyrinchus) – gatunek ryby chrzęstnoszkieletowej z rodziny lamnowatych (Lamnidae).

## Występowanie

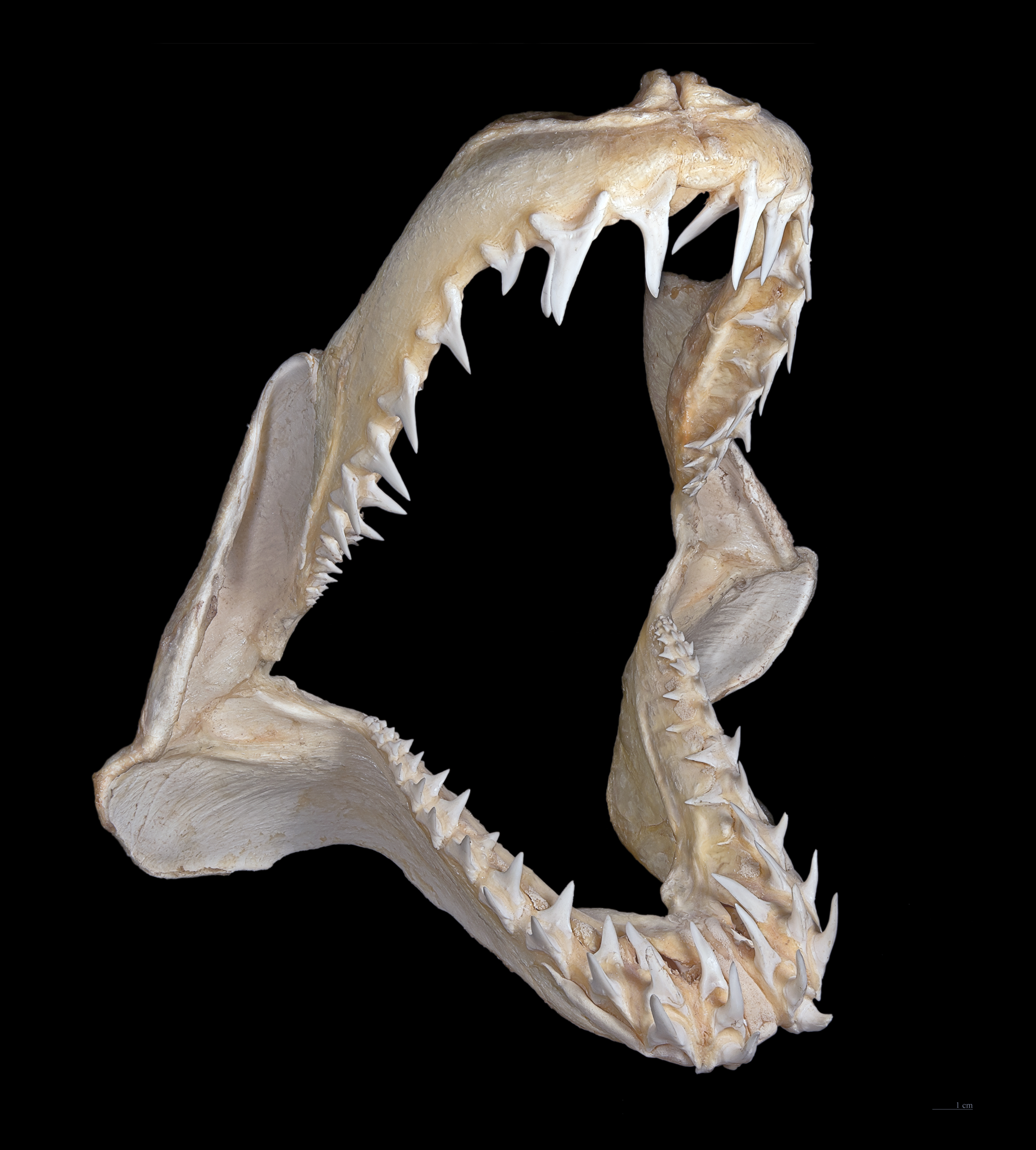
Szczęka I. oxyrinchus

We wszystkich wodach ciepłych wszechoceanu. W strefie otwartego morza, unika wód płytkich.

## Cechy morfologiczne
Osiąga maksymalnie do 3,2 m długości i masę ciała do 400 kg. Ciało wrzecionowate, silnie wydłużone, głowa duża spiczasta. Uzębienie w obu szczękach w postaci bardzo wąskich, spiczastych zębów. Płetwa grzbietowa podwójna, druga znacznie mniejsza. Płetwy piersiowe krótkie. Płetwa ogonowa w kształcie półksiężyca.
Grzbiet i boki metalicznie niebieskie. Strona brzuszna biaława, spód głowy czysto biały.

## Odżywianie
Żywi się rybami ławicowymi, a także pojedynczymi dużymi rybami i głowonogami.

## Rozród
Osiąga dojrzałość płciową przy długości około 2 m. Ryba jajożyworodna. W miocie rodzi się od 6 do 10 młodych, mający w momencie urodzenia 60–70 cm długości.